# Chthonioidea
Chthonioidea es una superfamilia de pseudoscorpiones. La superfamilia comprende dos familias:
- Tridenchthoniidae — cosmopolita (c. 17 géneros, 70 especies)
- Chthoniidae  — cosmopolita (c. 30 géneros, 600 especies)

Algunos autores consideran al género Lechytia en su propia familia Lechytiidae, y raramente lo incluyen en Chthoniidae. La especie extinta Dracochela deprehendor del Devónico está incluido en la familia Dracochelidae.